# Enicospilus shoyozanus
Enicospilus shoyozanus är en stekelart som beskrevs av Tohru Uchida 1955. Enicospilus shoyozanus ingår i släktet Enicospilus och familjen brokparasitsteklar. Inga underarter finns listade i Catalogue of Life.